# Psittiparus
Psittiparus is een geslacht van zangvogels. Deze vogels  zijn niet verwant is aan de mezen. Daardoor wordt dit geslacht ondergebracht in een eigen familie, de Paradoxornithidae (diksnavelmezen).
Soorten:
- Psittiparus bakeri  – Bakers diksnavelmees
- Psittiparus gularis  – Grijskopdiksnavelmees
- Psittiparus margaritae  – Zwartkruindiksnavelmees
- Psittiparus ruficeps  – Roodkopdiksnavelmees